# Percy Cockings
Percy Horatius Cockings (ur. 19 grudnia 1884, zm. 19 maja 1963) – brytyjski zapaśnik walczący w obu stylach. Dwukrotny olimpijczyk. Zajął dziewiąte miejsce w Londynie 1908 i 24. w Sztokholmie 1912. Walczył w wadze piórkowej.
Czwarty na mistrzostwach Europy w 1913 roku. Mistrz kraju w latach 1910-1913.

## Letnie Igrzyska Olimpijskie 1908
| Konkurencja        | Rundy eliminacyjne  | Klas. końcowa |
| Konkurencja        | Przeciwnik I        | Miejsce       |
| ------------------ | ------------------- | ------------- |
| 60,3 kg styl wolny | George Dole (USA) P | 9.            |

## Letnie Igrzyska Olimpijskie 1912
| Konkurencja          | Rundy eliminacyjne        | Rundy eliminacyjne     | Klas. końcowa |
| Konkurencja          | Przeciwnik I              | Przeciwnik II          | Miejsce       |
| -------------------- | ------------------------- | ---------------------- | ------------- |
| 60 kg styl klasyczny | Ville Lehmusvirta (FIN) P | Kalle Leivonen (FIN) P | 24.           |